# World Championship Tennis Finals 1980
World Championship Tennis Finals 1980 byl jubilejní desátý ročník tenisového turnaje WCT Finals, pořádaný jako jedna z osmi událostí World Championship Tennis hraných potřetí v rámci okruhu Grand Prix. Probíhal mezi 28. dubnem až 4. květnem na koberci dallaské haly Reunion Arena.
Rozpočet turnaje se meziročně navýšil o 50 tisíc na částku 250 000 dolarů. Kvalifikovalo se na něj osm tenistů. Obhájce trofeje Američan John McEnroe ve finále nestačil na krajana a svého velkého rivala Jimmyho Connorse po čtyřsetovém průběhu. Connors tak dosáhl, opět po roce 1977, na druhou a poslední dallaskou trofej. Současně si připsal třetí titul probíhající sezóny a celkově devadesátý čtvrtý v kariéře.

## Finále

### Mužská dvouhra
- Jimmy Connors vs.  John McEnroe 2–6, 7–6, 6–1, 6–2